# Luis García de Luna
Luis García de Luna (Sevilla, 1834 - Madrid, 25 de diciembre de 1867) fue un periodista, escritor y autor dramático español.

## Biografía
Nacido en Sevilla, fue amigo de Gustavo Adolfo Bécquer y marchó a Madrid como este para ganarse la vida con la literatura. Fue redactor de los diarios El Eco del País, Las Noticias y El Imparcial. Cuando publicó los dos volúmenes de leyendas francesas de La estrella de Nazareth (1867-1868) ya había publicado otras dos colecciones originales del mismo género (Noches de Andalucía, 1863 y Horas perdidas, 1865); parece ser que intervino, además, en una primera versión de la leyenda El monte de las ánimas de Bécquer. Escribió una novela histórica, Una virgen y un demente (1863) y, junto a su amigo Gustavo Adolfo Bécquer (este bajo su pseudónimo de Adolfo García) cinco zarzuelas, de las cuales solo publicó en 1859 La venta encantada, en tres actos; modernamente se ha publicado una más, El talismán, con música de Joaquín Espín y Guillén (2014), que es una adaptación teatral de la famosa novela de Víctor Hugo Nuestra Señora de París en la que también intervino algo Julio Nombela; también se le debe otro puñado de obras dramáticas. Además publicó cuentos como «Aventuras sentimentales de una horquilla» en El Museo Universal y en antologías del cuento fantástico español suele incluirse su relato "El diablo de Sevilla" (1866), cuyo donjuanesco protagonista acaba castrado, pero su obra narrativa es mucho más extensa y no ha sido recogida, al igual que su poesía, dispersa por distintas publicaciones, por ejemplo, El Museo Literario (1858). Participó con sus amigos en la constitución de la asociación de escritores que promovía Julio Nombela.
Fue uno de los tres testigos del matrimonio de Bécquer; este le presentó al periodista Julio Nombela, quien lo menciona varias veces en sus memorias. Por más que se escriba que murió en 1870 (año en que falleció Bécquer), fundándose en la noticia que da Julio Nombela de que Bécquer lo visitó en su lecho de muerte poco antes de morir, en realidad su óbito se produjo el 25 de diciembre de 1867, como ya apercibió Jesús Rubio y certifica definitivamente el artículo necrológico que le publicaron sus compañeros, los redactores de El Imparcial, el día 27. Según este artículo, publicó poemas y narraciones en La América (donde colaboró con numerosos cuentos y artículos), Reforma, El Eco del País, El Imparcial y otros varios periódicos, y como periodista trabajó en El Diario Español, El Eco del País, Reforma y "en todos los periódicos literarios, algunos de los cuales nacieron bajo su inspiración". Por ejemplo, en La España Artística y Literaria. Tradujo bastantes obras del francés y seguramente desde una versión francesa Tiempos difíciles de Charles Dickens. Murió en la pobreza, dejando una viuda sin hijos. Póstuma apareció en el Almanaque enciclopédico español ilustrado para 1870 (Madrid, Imprenta de R.Labajos, 1869) su novela La escala cromática.
Cultivó el género de la leyenda, de la que hizo varias colecciones, y el cuento, y también se acercó a la novela histórica y al teatro, pero su obra completa, oscurecida por la de su gran amigo Bécquer, o "desahuciada injustamente por la crítica", como afirma Juan Carlos Ara Torralba, no ha sido recogida ni estudiada.

## Obras

### Teatro
- Un milagro del misterio : comedia en un acto y en verso, Madrid, Imprenta de C. González, 1858.
- Con Gustavo Adolfo Bécquer, La venta encantada, 1859, zarzuela.
- La sirena de París, drama en cinco actos arreglado a la escena española..., Madrid, Imprenta de D. Anselmo Santa Coloma, 1861.
- El Prestamista. Drama en cinco cuadros, traducido del francés, Madrid, Imprenta de D. Anselmo Santa Coloma, 1861.
- Por un paraguas : zarzuela en un acto, arreglada a la escena española..., Madrid: Imprenta de José Cuesta, 1862; música de Lázaro Núñez-Robres.
- El olmo y la vid. Comedia en un acto y en verso. Madrid: Ed. Florencio Fiscowich, 1862.
- Los bandidos de Mégico : drama en cinco actos, 1862
- El zapatero de viejo : drama en tres actos arreglado del francés, Madrid : Imprenta de Pascual Conesa, 1862
- Con Gustavo Adolfo Bécquer y Julio Nombela, El talismán. Visor Libros, España, 2014, zarzuela, con música de Joaquín Espín y Guillén. Es una adaptación teatral de la novela histórica de Victor Hugo Notre-Dame de París.
- Con Gustavo Adolfo Bécquer, La novia y el pantalón (1856)
- Con Gustavo Adolfo Bécquer, Las distracciones (1859), sainete
- Con Gustavo Adolfo Bécquer, Tal para cual (1860)
- Con Gustavo Adolfo Bécquer, La cruz del valle (1862).

### Prosa
- Al amor de la lumbre, novela original de Luis García de Luna. Madrid : Imprenta de D. Primo Andrés Babi, 1862. También publicada por entregas en La  América.
- Una virgen y un demente : historia del siglo XVII, Madrid : Fortanet y Marzo editores, 1863.
- Noches de Andalucía Madrid : Imprenta de Diego Valero, 1863. Contiene leyendas fantásticas y tradicionales: "D. Miguel de Maraña", "La niña de Cera", "Fuego del cielo", "El Sacristán del Albaicín", "La sirena de Sevilla", "El soplo de vida" y "Una venganza".
- Horas perdidas: colección de cuentos y leyendas tradicionales. Madrid : Imp. de La Razón Española, 1865.
- El Cinturón de Zoraida: leyenda, Madrid: Imp. de La Razón Española, Tip. P. Cuartero, 1865.
- La estrella de Nazareth, leyendas y tradiciones de Tierra Santa sobre la Santísima Virgen María, tomadas en presencia de los sagrados libros y principales escritos de los autores católicos Fleury, Orsini, Géramb, Poujoulat, Mislin, D'Herbelot, Bonault, Astolfi, Médard, De Barry, Chateaubriand, Lamartine, etc., Madrid: Marzo editor, 1867-1868, dos vols.
- Salamanca, Imprenta de T. Fortanet, 1866.
- San Isidro, Madrid:  Imprenta de los Señores Gasset y Loma, 1867.
- "El acueducto de Segovia", en VV. AA., Coleccion de cuentos y leyendas... Sevilla : imprenta de El Porvenir, 1867, pp. 127-147.

### Traducciones
- Charles Dickens, Los tiempos difíciles, novela escrita en inglés por Carlos Dickens Madrid : Imprenta de El Eco del País a cargo de Diego Valero, 2 vols.